# Bannière (subdivision administrative)
La bannière (mongol : ᠬᠣᠰᠢᠭᠤ, VPMC : qosiɣu, cyrillique : хошуу, MNS : khoshuu, romanisation chinoise : Hôxûû ou Hûxûû; chinois : 旗 ; pinyin : qí) est, comme la bannière autonome (自治旗, zìzhì qí), un type de subdivision administrative, équivalente au xian, utilisé en Mongolie-Intérieure, en Chine, notamment sous la dynastie Qing, sous la république de Chine et sous la république populaire de Chine.
La république de Touva, sujet de la fédération de Russie et ancienne entité territoriale de Mongolie-Extérieure et de Chine impériale sous le nom de Tannu Uriankhai, utilise également cette subdivision, appelée kojuun (кожуун) en touvain.
Ces unités administratives ont été créées par les empereurs mandchous de la dynastie Qing en 1649, dans ce que l'on appelle le régime des ligues et bannières.